# هایاته ناگاکورا
هایاته ناگاکورا (ژاپنی: 長倉 颯؛ زادهٔ ۲۹ آوریل ۱۹۹۶) یک بازیکن فوتبال اهل ژاپن است.
از باشگاه‌هایی که در آن بازی کرده‌است می‌توان به باشگاه فوتبال گیفو و باشگاه فوتبال وگالتا سندای اشاره کرد.